# Hadsund Nord Station
Hadsund Nord Station eller Hadsund Banegård var bygget som endestation for Aalborg-Hadsund Jernbane - AHJ, der blev indviet 1. december 1900. Fire år senere, 19. december 1904, blev AHJ forlænget til Hadsund Syd Station med åbningen af Hadsundbroen. Hadsund Syd Station havde fra 10. oktober 1883 været endestation for Randers-Hadsund Jernbane - RHJ. På Hadsund Syd mødtes togene fra de to baner indtil ombygningen af Hadsundbroen i 1927. Der overtog RHJ AHJs andel af Hadsundbroen, og togene fra Randers fortsatte derefter til Hadsund Nord Station, der frem til banernes lukning den 31. marts 1969 var mødestedet for de to baners tog.
Hadsund Nord Station var i perioden 29. november 1927 til 31. marts 1969 drevet af AHJ og RHJ i fællesskab. Den pompøse stationsbygning i røde teglsten blev nedrevet i 1985.

## Historie
Hadsund Nord fik i 1928 forbindelse til Hadsund Havn via Hadsund Havnebane, hvis spor fulgte hovedsporet mod Hadsund Syd frem til Hadsundbroen, hvor havnebanen fortsatte langs fjordbredden til trafikhavnen. Havnebanen havde kun godstrafik og blev nedlagt samtidig med AHJ og RHJ.
Fra 1948, da skinnebusser overtog en væsentlig del af persontrafikken på de to baner, gennemførtes en stor del af togene på de to baner fra Randers via Hadsund til Aalborg.
Adskillige år senere blev en del af det tidligere sporareal på Hadsund Nord Station og de første km af strækningen mod Visborg (Aalborg) benyttet til en ny facadeløs indføring af Alsvej. Denne vej åbnede 3. december 1982.

### Hadsund Havnebane
Havnebanen blev anlagt i 1928, På havnen var der to spor. Det ene gik på kanten af kajen, det andet gik 7 meter længere mod nord og var 169 meter langt. De to spor mødtes få meter vest for Hadsundbroen, men forenedes først med Randers-Hadsund Jernbane i et sporskifte på selve Hadsund Nord Station. Mellem Hadsund Nord Station og Hadsundbroen havde man Danmarks smalleste dobbeltspor - så smalt, at man kun kunne benytte et af sporene ad gangen.
Havnebanen blev nedlagt 31. marts 1969 sammen med Aalborg-Hadsund Jernbane og Randers-Hadsund Jernbane, og sporet fra Hadsund Nord Station ned til Hadsund Trafikhavn blev taget op i 1969 sammen med sporet på Randers-Hadsund Jernbane, så tracéet fra de to baner kunne bruges til anlæg af Alsvej og Randersvej, der fører over den nye Hadsundbro.

### Stationsbygningen
Stationsbygningen blev efter de to baners nedlæggelse overtaget af Hadsund Kommune og indrettet til rutebilstation, med holdeplads for rutebilerne på en del af det tidligere sporareal på sydsiden af stationsbygningen.
Stationsbygningen i Hadsund Nord var tegnet af arkitekt Thomas Arboe. Bygningen lignede Nibe Station, ibrugtaget i 1899 af Aars-Nibe-Svenstrup Jernbane - ANSJ, så meget, at to stationer let forveksles.
Stationsbygningen blev efter banes nedlæggelse brugt som venterum i den østlige del, og den vestlige del blev udlejet til skiftende virksomheder som lagerrum. I 1978 indledets ekspropriationerne til det nye landevejsanlæg. Vejen var tænkt anlagt i en blød kurve på langs gennem stationsarealet med en smal reststrimmel nord for Øster Alle og en bredere syd for Jernbanegade. Nogle af de berørte lodsejere ønskede vejen anlagt længere mod nord langs Jernbanegade og stationsbygningen nedrevet straks. Mange andre i byen håbede på at bygningen kunne bevares for fremtiden som den eneste tilbageværende del af baneanlægget i Hadsund. Mange var i en periode stemt for bevarelsen af stationsbygningen, men kunne ikke forstille sig på ny at flytte rutebilerne, og der var med det nye vejanlæg blevet for snæver plads omkring stationsbygningen. For af forbedre forholdene blev toiletbygningen vest for stationen nedrevet i 1982, og murstenene blev omhyggeligt renset af henblik på genbrug ved restaurering af hovedbygningen. Alligevel vente den politiske stemning snart til fordel for nedrivning og for opførelse af en ny rutebilstation på stedet. Der blev i januar 1984 fremlagt et lokalplanforslag for byens centerområde, hvori stationsområdet indgik. En af indsigelserne med ikke mindre end 168 underskrivere gik ind for bevarelse af stationsbygningen som med medborgerhus. To dage før byrådets endelige behandling af lokalplanen indgik endnu en protest mod nedrivning, denne gang med 153 underskrivere. Det nyttede ikke. Den 5. september 1984 vedtog byrådet lokalplanen med 10 stemmer mod seks, og stationsbygningen blev nedrevet i 1985. I efteråret 1985 stod den nye rutebilstation færdig. Den monumentale og solide stationsbygning var det sidste minde om Hadsunds tid som stationsby.
Den nye rutebilstation med kiosk, toilet, ekspeditions- og venterum. Denne bygning også i røde teglsten måtte, allerede før den blev 20 år gammel, vige for nye planer for det gamle baneareals benyttelse, i øvrigt sammen med nyere bygninger, der var opført på det tidligere baneareal for datavirksomheden Dator, og som senere rummede en daginstitution.
I dag deler Fakta og Hadsund Busterminal bygningen på den oprindelige jernbanestations plads. Resten af det tidligere baneareal bruges - foruden af omfartsvejen - også af supermarkedet ALDI med parkeringspladser.

## RHJs remise-bygning
Randers-Hadsund Jernbanes remise-bygning blev bygget i blev bygget og taget i brug i 1930'erne. Den var beliggende i den sydøstlige del af banearealet ved krydset Øster Alle/Fiskerihavnsvej. Den blev brugt af Randers-Hadsunds banens lokomotiver, når de overnattede i Hadsund, eller når vandforsyningen i kedlen skulle suppleres. En gavl i bygningen gjorde de muligt at smøre og udføre andre serviceeftersyn på maskinerne. Remise-bygningen blev nedrevet i 1972 på grund af forfald. Området hvor remise-bygningen havde ligget er i dag lavet om til et grønt areal med træer og bænke.